# Buitres Después de la Una
Buitres Después de la Una, abreviado BDDL1, o simplemente Buitres, es un grupo uruguayo de rock formado en 1989 tras la separación de Los Estómagos. Con más de 35 años de trayectoria ininterrumpida, trece discos de estudio, cuatro en vivo y seis DVD oficiales, es considerada la mayor banda del rock uruguayo.

## Historia

### Comienzos
Buitres se formó en 1989, tras la disolución del grupo Los Estómagos. El cuarteto inicial incluía a tres exintegrantes de Los Estómagos: Gabriel Peluffo en voz, Gustavo Parodi en guitarra y Marcelo Lasso en batería, a los que se sumaría José "Pepe" Rambao en bajo, quien ya había tenido una participación con esa banda durante el año 1988, cuando el bajista Fabián "Hueso" Hernández tuvo que ausentarse por problemas de salud.

### Primeros años
En marzo de 1990, con el sello discográfico Orfeo, lanzaron su primer álbum, que lleva el nombre de la banda como título. La portada incluye una imagen de Alan Freed, inventor del sintagma rock and roll. El disco constó de 13 temas, 9 escritos por ellos y 4 versiones de canciones de los años 50, incluyendo canciones que se han transformado en clásicos de la banda como "No te puedo matar", "Afuera la lluvia", "La plegaria del cuchillo", "Una noche", "Azul", "La virgen", "Setenta puñales", y se extrajo un video para la canción "Una vez más".
Durante ese año y 1991, comenzaron una serie de actuaciones por todo el Uruguay. En 1991, editaron su segundo disco, titulado La Bruja: 11 temas propios y una versión ("Se mató", de Johnny Thunders). El disco fue grabado en Argentina, pero por el momento la banda no realizó actuaciones en dicho país. Las canciones del disco que más han trascendido a lo largo del tiempo son "Natalia" y "La copa".

### Expo Sevilla '92
En 1992 hicieron su presentación internacional en la Exposición Universal de Sevilla 1992. El gobierno uruguayo, por intermedio de su Comisión de Cultura, los eligió para esta exposición gracias al éxito del tema "La última canción".

### El despegue
Los años posteriores fueron de un constante crecimiento en cuanto a su fama. En 1993 editaron un disco doble, que contenía los trabajos de sus dos primeros discos, y el álbum Maraviya, alcanzando ambos la distinción de Disco de Oro. Durante este periodo surgieron algunos de los mayores éxitos de la banda: "Ojos rojos", "No es una pena" y "Condenado el corazón". Ese año tuvieron su primer gran recital: el concierto en el Teatro de Verano de Montevideo frente a 5000 espectadores.
En 1994 iniciaron su primera gira, que llevó el nombre de Calaveratur. Durante 1995 realizaron su primeros recitales en Argentina, y ese mismo año los videoclips Calaveratur y Del cardal (de Eustaquio Sosa) fueron puestos al aire en la cadena internacional MTV.

### Pausa y nuevos éxitos
Buitres tenía un contrato con la discográfica Orfeo (con esa firma había editado todos sus discos). En 1996 la discográfica es comprada por EMI. Esto le genera un problema legal al grupo. Por temas contractuales, pocos días antes de la venta editan el disco "El amor te ha hecho idiota", disco que tiene 9 versiones nuevas de canciones ya editadas y 3 temas nuevos. También por temas de contrato (problemas legales generados por la venta de Orfeo) no pueden actuar durante todo el año 1997.
Durante esta pausa se da el primer cambio en su integración: abandonó la banda el baterista Marcelo Lasso e ingresó Irvin Carballo.
A fines de 1998 editaron, con la producción de Jaime Roos, el disco Rantifusa, que inmediatamente se convirtió en un éxito.
En 1999 realizaron su mayor recital hasta el momento: 10 Años de Buitres. El recital se realizó en el Teatro de Verano de Montevideo frente a 7000 fanáticos, y constó de 42 temas a lo largo de 3 horas. A su vez, dio lugar a dos discos editados en el año 2000, el primero de los cuales fue disco de oro en 20 días y disco de platino en menos de tres meses.

### Consolidación
En 2000 se produjo el segundo cambio en la batería de Buitres: ingresa el "Coco" Villar, exintegrante de Alvacast. Villar fue recomendado por el mánager de la banda, Claudio Picerno, quien fuera el representante de Alvacast años atrás y a quien se debe gran parte del éxito de Buitres. Durante ese año realizaron una gira por todo el país que culminó el 12 de noviembre ante otro Teatro de Verano, tocando 3 veces en poco más de un año en dicho escenario, algo inusual para una banda nacional en la época, consolidándola como la más activa y exitosa del medio.
En 2001 editaron su nuevo álbum: Buena suerte... hasta siempre, el que se convirtió rápidamente en un éxito. Durante finales de ese año, y comienzos de 2002 iniciaron una gira por todo el Uruguay. Ese año reciben el premio Iris 2001 (otorgado por el diario El País), que los distingue como lo más destacable del ambiente artístico de ese año. También obtuvieron 6 distinciones en los Premios al Rock en Uruguay, los que incluyen Mejor Banda del Año y Mejor Disco del Año (10 Años).
Durante 2002, en medio de una de las peores crisis económica y social del país, son encargados de cerrar dos ciclos de recitales, hasta el momento los más multitudinarios en la historia del Uruguay, en las Canteras del Parque Rodó de Montevideo, el primero el 7 de marzo para más de 13 000 personas, ciclo que abrieron Ruben Rada y Jaime Roos los meses anteriores. El segundo el 30 de diciembre junto a La Vela Puerca y No Te Va Gustar, abriendo así una nueva etapa de auge y masividad en el rock uruguayo.
En 2003, editaron Mientras, un disco que refleja un alto contenido social y político en canciones como "Soy del montón", "Bajo la luna", "Perdiendo el trabajo", "Que pena me da" y "Mientras" junto a otras más distendidas y melancólicas como "Besos", "Fresias" o "Es decir".
Se convierte en uno de los discos claves en la carrera de la banda y apenas 20 días después de su lanzamiento, alcanza el Disco de Oro. Luego llegaron más conciertos, donde se destacan el Quilmes Rock en Paraguay, el Pilsen Rock en Uruguay, y su actuación en el Estadio Centenario.
En 2004 presentaron su noveno disco de estudio Periplo, el que incluye versiones de temas anteriores y 4 canciones nuevas.

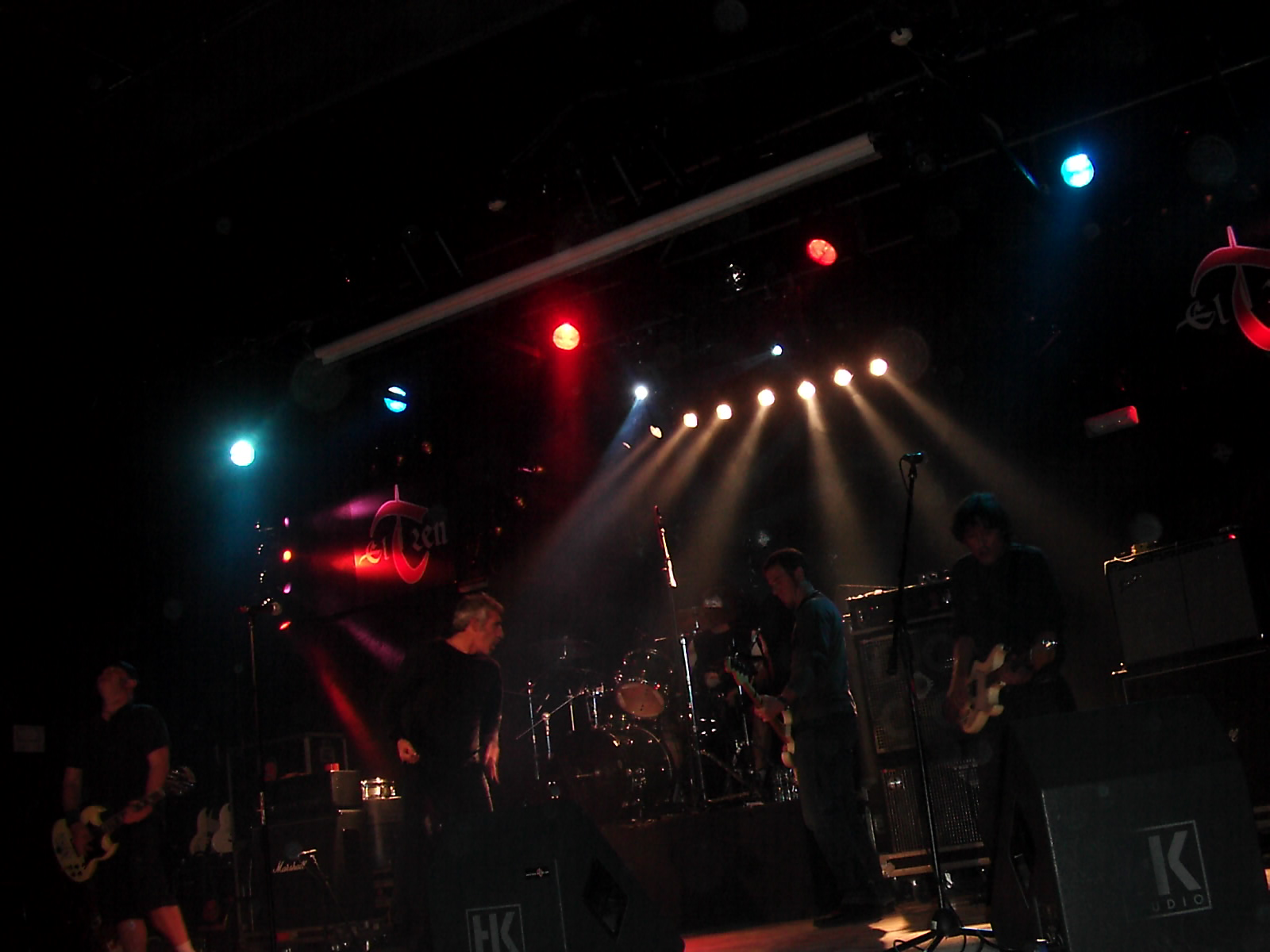
Concierto de Buitres en Granada, en el marco de su gira 2005 por España.

En 2005 se dan cambios importantes en la integración de la banda. Nuevamente hay un cambio de baterista (ingresando el exintegrante de "La Chancha" Nicolás Souto). Se incorpora también el ex "Cadáveres Ilustres" Orlando Fernández, quien se encargará del bajo, agregando el grupo una segunda guitarra, tocada por "Pepe" Rambao. 
En 2006 presentaron su primer DVD, llamado de la misma forma que su último álbum de estudio hasta el momento: Periplo; que cuenta con un documental de la banda y actuaciones en vivo en diversas épocas, desde su debut en 1989 hasta actuaciones multitudinarias en Paraguay en 2004. El 1º de abril realizaron un concierto multitudinario en el Velódromo Municipal de la ciudad de Montevideo para conmemorar sus 17 años de carrera.
En octubre de 2007, luego de un largo período de ausencia de discos de estudio, Buitres lanzó el disco titulado "Canción de Cuna Para Vidas en Jauría" que salió junto con el diario "El País" por medio del sello discográfico Montevideo Music Group, el cual está integrado por trece nuevas canciones consolidando así su nueva formación y nueva etapa musical.  Disco que se convirtió en doble platino a los días de su lanzamiento.
Ese mismo mes participó en la quinta edición del multitudinario festival "Pilsen Rock" en el cual actuaron el segundo día, compartiendo escenario con otras bandas importantes del plano nacional e internacional.
En 2008, se dedicaron a realizar una gira para presentar su último disco tocando en gran parte del Uruguay. A raíz de esta gira y la de España de ese mismo año, es que surgió la idea de plasmarlo en un DVD que saliera ese mismo año titulado "Tratando de ordenar el caos" que muestra la presentación del disco en la Rural del Prado, la gira por España, parte de toques de la gira y una parte del backstage de la banda durante la misma.
En 2009 cumplen sus 20 años y realizan un show en el Velódromo Municipal de Montevideo. En este mismo año, el programa radial Justicia Infinita de Océano FM realiza un álbum en homenaje a la banda por sus 20 años de trayectoria, con la participación de varios artistas reconocidos del Uruguay, en los que se encuentran: La Vela Puerca, Jorge Nasser, Carmen Pi, Buenos Muchachos, La Teja Pride, Once Tiros, Trotsky Vengarán, Chala Madre, Vendetta, Vieja Historia, El Último De Los Ramones, Socio, La Triple Nelson, Hereford, No Te Va Gustar, Closet y La Saga.
Durante 2010, una vez más, recorren el país con motivo de su gira aniversario de 20 años, cerrando dicha gira los días 12 y 13 de noviembre en el Teatro de Verano. A fines de ese año se editaría Bailemos, su último álbum de estudio, que presentarían nuevamente en el Teatro de Verano en diciembre de 2011. Dicho recital quedó registrado en su último DVD Las Canciones son Verdad, editado en 2012 que alcanzó la distinción de Disco de Triple Platino por la Cámara Uruguaya del Disco.
El 10 de mayo de 2014, en el velódromo Municipal de Montevideo, realizaron el festejo en conmemoración a sus 25 años. En noviembre lanzan su duodécimo disco de estudio Canciones de una Noche de Verano, con doce canciones inéditas y la producción del músico y productor estadounidense Jimmy Rip, el cual presentan una vez más en el velódromo, el 19 de septiembre de 2015 frente a más de 10 mil personas. 
En 2019 salió su decimotercer disco de estudio "Mecánica Popular" el cual fue presentado en el Antel Arena frente a 10.000 seguidores.

El 10 de octubre del 2024, en el programa radial "Los Irradiantes", Gustavo Parodi anunció oficialmente que se está trabajando en un nuevo Álbum de estudio de la banda. 

## Estilo e influencias
La banda se ha caracterizado por su estilo de rock simple, basándose en el rock and roll clásico y el punk melódico. Han citado influencias, así como admiración a artistas como Elvis Presley, Buddy Holly, Roy Orbison, The Beatles, Bruce Springsteen, Ramones, Sex Pistols, The Cure, Loquillo y Los Trogloditas y desde lo lírico Charles Bukowski, Pablo Neruda e Idea Vilariño, entre otros.

## Miembros

### Miembros actuales
- Gabriel Peluffo - voz y armónica (1989- presente)
- Gustavo Parodi - guitarra y voz (1989-presente)
- José Rambao - guitarra, bajo (1989-presente)
- Orlando Fernández - bajo (2005-presente)
- Federico Bianco - batería (2018-presente)

### Miembros anteriores
- Marcelo Lasso - batería (1989-1997)
- Irvin Carballo - batería (1998-2000)
- Jorge Villar - batería (2000-2006)
- Nicolás Souto - batería (2006-2018)

## Miembros que tocaron en ocasiones
- Cuico Perazzo - batería (2018)

## Formaciones
Formación Original (1989-1997)
- Gabriel Peluffo, (voz y armónica)
- Gustavo Parodi, (guitarra y voz)
- José Rambao, (bajo y coros)
- Marcelo Lasso, (batería)

Formación (1998-2000)
- Gabriel Peluffo, (voz y armónica)
- Gustavo Parodi, (guitarra y voz)
- José Rambao, (bajo y coros)
- Irvin Carvallo, (batería)

Formación (2000-2005)
- Gabriel Peluffo, (voz y armónica)
- Gustavo Parodi, (guitarra y voz)
- José Rambao, (bajo y coros)
- Jorge Villar, (batería)

Formación (2005-2006)
- Gabriel Peluffo, (voz y armónica)
- Gustavo Parodi, (guitarra y voz)
- José Rambao, (guitarra y coros)
- Orlando Fernández (bajo)
- Jorge Villar, (batería)

Formación (2006-2018)
- Gabriel Peluffo, (voz y armónica)
- Gustavo Parodi, (guitarra y voz)
- José Rambao, (guitarra y coros)
- Orlando Fernández (bajo y coros)
- Nicolás Souto, (batería)

Formación (2018-presente)
- Gabriel Peluffo, (voz y armónica)
- Gustavo Parodi, (guitarra y voz)
- José Rambao, (guitarra y coros)
- Orlando Fernández (bajo y coros)
- Federico Bianco, (batería)

## Discografía

### Discos de estudio
1. Buitres Después de la Una (1990)
2. La bruja (1991)
3. Maraviya (1993)
4. Deliciosas criaturas perfumadas (1995)
5. El amor te ha hecho idiota (1996)
6. Rantifusa (1998)
7. Buena suerte... Hasta siempre (2001)
8. Mientras (2003)
9. Periplo - El Asombrante Mundo de los Buitres Después de la Una (2004)
10. Canción de cuna para vidas en jauría (2007)
11. Bailemos (2010)
12. Canciones de una noche de verano (2014)
13. Mecánica Popular (2019)

### Discos recopilatorios
- La Bruja + Buitres Después de la Una (Orfeo. CD Doble. 1993)
- En La Vuelta (2005, editado únicamente en España)
- 20 Años + 17 Años + Canción de Cuna Para Vidas en Jauría (Montevideo Music Group 2009)
- Colección Histórica (Bizarro Records 2009)
- 20 Canciones 20 (Montevideo Music Group 2016)

### Discos oficiales en vivo
- Buitres 10 Años (Bizarro Records 2000)
- Buitres 10 Años Vol. 2 (Bizarro Records 2001)
- Buitres 17 Años (Montevideo Music Group 2006)
- Las Canciones Son Verdad (Montevideo Music Group. CD Doble. 2012)
- 360 (Montevideo Music Group 2024)

### DVD
- En la Vuelta  (Falcatruada 2005)
- Periplo - El Asombrante Mundo de los Buitres Después de la Una (Koala Records 2005)
- Buitres 17 Años (Montevideo Music Group 2007)
- Tratando de Ordenar el Caos (Montevideo Music Group 2008)
- Colección Histórica (Bizarro Records 2009)
- Las Canciones son verdad (Montevideo Music group 2012)

### Videografía
- Una vez más
- La última canción
- Ojos rojos
- Condenado el corazón
- Todos Borrachos
- No es una pena
- Del Cardal
- Calaveratur
- Una noche
- Cada vez te quiero más
- Buena suerte
- Mente Hambre
- Santa Rosa

### Libros
- En Uruguay o en el Infierno (T. Couto-De Leon, 1996)
- El cielo puede esperar (Leo Barizzoni, 2010)[26]
- Biografía Oficial (Daniel Figares, 2014)[27]